# Józef Graczyński

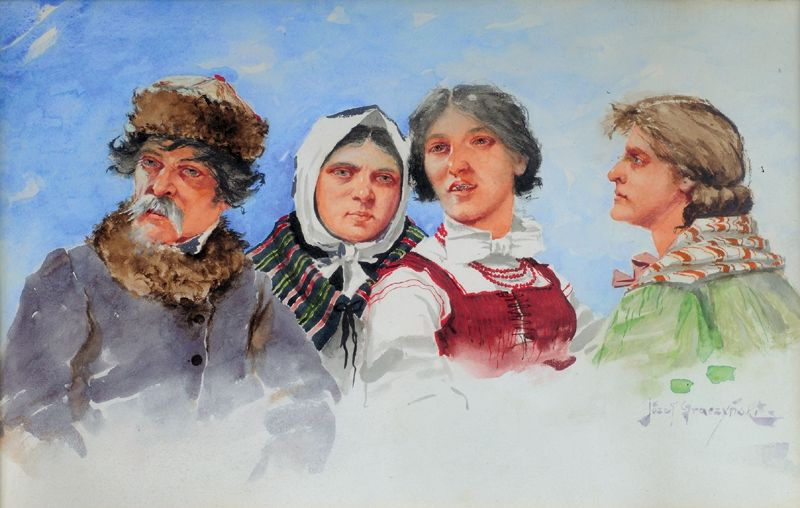
Typy chłopskie

Józef Graczyński (ur. 19 marca 1866 w Czempiniu, zm. 12 lipca 1939 w Poznaniu) – polski malarz.

## Życiorys
Urodził się w rodzinie stolarza Antoniego Graczyńskiego i jego żony Pauliny z Trojanowskich. Po ukończeniu w 1886 szkoły średniej w Poznaniu studiował przez pięć lat malarstwo na kursach Mariana Jaroczyńskiego i Marcelego Krajewskiego. W 1889 wyjechał na kilka miesięcy do Berlina, gdzie pogłębiał swoją wiedzę, przebywał również w Dreźnie, Monachium i Krakowie. W 1901 był współzałożycielem poznańskiego Stowarzyszenia Artystów, należał do Towarzystwa Przyjaciół Sztuk Pięknych i Związku Artystów Malarzy. Prace Józefa Graczyńskiego były wystawiane w Poznaniu, Bydgoszczy, Krakowie i w warszawskiej Zachęcie, a także w Berlinie i Paryżu. W 1944 jego prace wystawiono na nowojorskiej wystawie malarstwa polskiego.
Tworzył w technice olejnej i akwarele, tematem jego prac były krajobrazy Wielkopolski, głównie wsie i pejzaże. 
Największe zbiory twórczości Józefa Graczyńskiego znajdują się w posiadaniu Muzeum im. Leona Wyczółkowskiego w Bydgoszczy i w Muzeum Okręgowym w Lesznie.